# Melanie Pignitter
Melanie Pignitter (* 18. Oktober 1984) ist eine Schriftstellerin, Podcasterin, diplomierte Mentaltrainerin und Selbstliebe-Mentorin aus Österreich.

## Leben
Melanie Pignitter betreibt den Podcast und den gleichnamigen Blog Honigperlen seit 2016.
Sie ist in der Steiermark geboren und aufgewachsen und lebt in ihrer Wahlheimat Wien. Zunächst war sie als Business- und Bank-Trainerin in Österreich tätig. Seit 2016 bietet sie Mentaltraining, Workshops, Online-Lehrgänge und Speakings an.
In ihren Büchern und Online-Lehrgängen beschäftigt sie sich unter anderem mit den Themen Selbstliebe, Achtsamkeit und Lebensfreude.
Ihre beiden Bücher Es ist ein Geschenk, dass es dich gibt und Wenn ein Satz dein Leben verändert wurden zum Spiegel-Bestseller.

## Schriften
- 2017: Als ich lernte meinen Hintern zu lieben, war mein Leben eine runde Sache, Goldegg Verlag, ISBN 978-3-99060-068-9
- 2019: Honigperlen: Warum dein Leben süßer ist als du denkst, GRÄFE UND UNZER Verlag GmbH, ISBN 978-3-8338-7202-0
- 2021: Federleicht: Wie du loslässt und ein befreites und erfülltes Leben führst. Inneres Aufräumen für mehr Selbstakzeptanz und Selbstliebe I Die besten Be-free-Tools und Übungen der Mentaltrainerin, Goldegg Verlag, ISBN 978-3-99060-209-6
- 2022: Es ist ein Geschenk, dass es dich gibt: Spüre wieder, wie wertvoll du bist, GRÄFE UND UNZER Verlag GmbH, ISBN 978-3-8338-8233-3
- 2022: Als ich lernte, mich selbst zu lieben, war mein Leben eine runde Sache. Dein Weg zu mehr Selbstakzeptanz und Selbstliebe: Lebenshilfe-Ratgeber mit praktischen Übungen und liebevoller Inspiration, Goldegg Verlag, ISBN 978-3-99060-296-6
- 2023: Wenn ein Satz dein Leben verändert: Die kraftvollsten Affirmationen für dein positives Selbst, GRÄFE UND UNZER Verlag GmbH, ISBN 978-3-8338-9005-5